# 루슬러스 레코드
루슬러스 레코드(Ruthless Records)는 음악 매니저 제리 헐러와 래퍼 Eazy-E가 설립한 미국의 음반사이다.